# 22572 Юаньчжан
22572 Юаньчжан (22572 Yuanzhang) — астероїд головного поясу, відкритий 20 квітня 1998 року.
Тіссеранів параметр щодо Юпітера — 3,499.
Названо на честь призера конкурсу Intel Science Talent Search Юань Чжан, яка 2006 року потрапила у фінал.